# Jezioro Pokrzywnickie
Jezioro Pokrzywnickie (także: Zbiornik Szałe) – jezioro zaporowe na Trojanówce na Wysoczyźnie Kaliskiej o powierzchni 167 ha. Położone w województwie wielkopolskim, powiecie kaliskim, gminie Opatówek. 

## Historia
Zbiornik powstał w latach 1976–1978 na gruntach wsi Szałe i Trojanów na granicy m. Kalisza; plaża strzeżona, tor wioślarski, marina, motel.

## Charakterystyka
Jezioro Pokrzywnickie leży 3,5 km na południowy zachód od Opatówka i 5 km na południowy wschód od Śródmieścia Kalisza; pełni funkcje retencyjne dla Kaliskiego Węzła Wodnego oraz rekreacyjne. Na północ od jeziora leży Las Winiarski, na południe wieś letniskowa Szałe. Komunikację miejską obsługują Kaliskie Linie Autobusowe.
W latach 2007–2021 na zbiorniku obowiązywał zakaz użytkowania silników spalinowych. W 2021 dopuszczono użytkowanie silników o mocy do 300 koni mechanicznych. 
Użytkownikiem akwenu jest Polski Związek Wędkarski Koło Kalisz-Miasto.